# Negatiiv OG

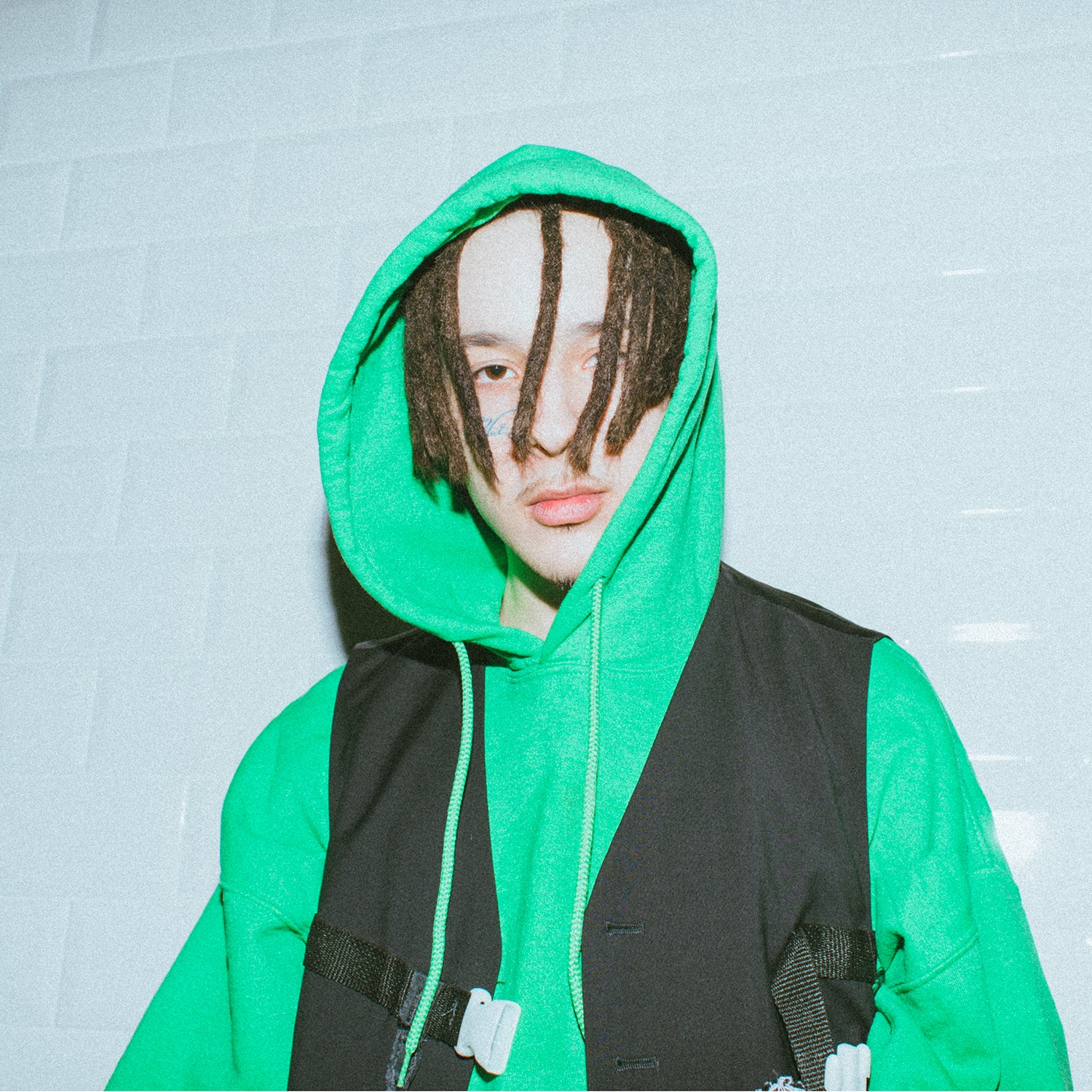
Negatiiv OG (2020)

Negatiiv OG (* 24. Juli 1996 in Hildesheim als Félix Gómez), Eigenschreibweise negatiiv OG, ist ein deutscher Rapper aus Braunschweig.

## Werdegang

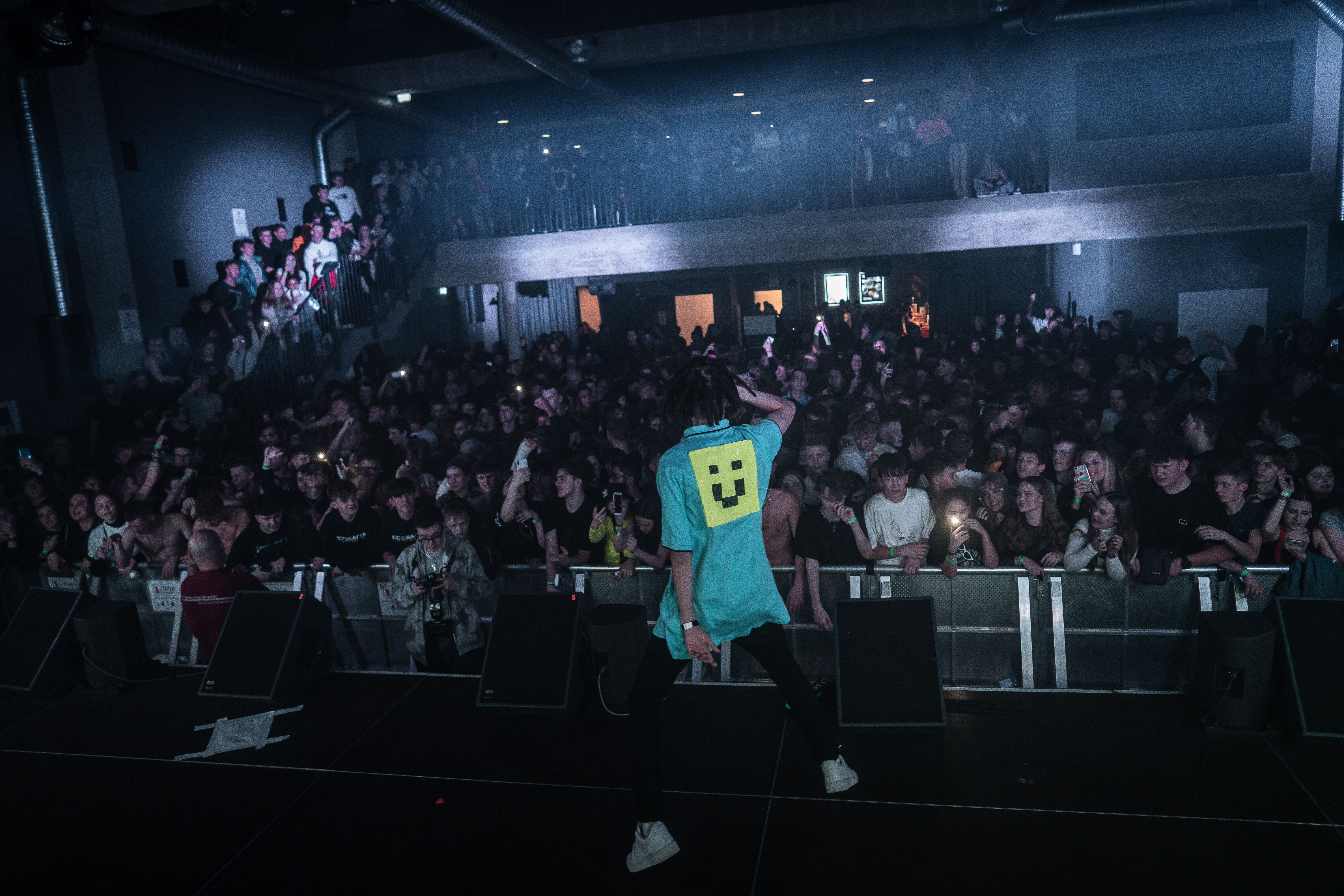
Auftritt von Negatiiv OG

Negatiiv OG wurde 1996 unter dem bürgerlichen Namen Félix Gómez in Hildesheim geboren. Mit acht Jahren zog er mit seiner Mutter zu den Großeltern. Später wechselte er seinen Wohnort nach Braunschweig. Musikalisch prägte ihn zunächst ASAP Rocky, dessen Veröffentlichung Live. Love. A$AP er als „eines der besten Tapes, die es je gab“, bezeichnet. Ab 2013 hörte er vor allem Chief Keef und Juicy J, von dem er selbst viel in seiner „textlichen Ekligkeit“ habe. Zudem hörte er zahlreiche Trap-Musiker aus den Vereinigten Staaten wie Rich the Kid, Young Thug, Smokepurpp, Lil Uzi Vert, Migos, Playboi Carti, Young Dolph oder Lil Baby.
Nachdem er zunächst mit einem Freund Freestyles zu Beats gerappt hatte, erwuchs die Idee, Texte zu schreiben, sich Equipment zu kaufen und erste Songs aufzunehmen. Dafür richtete er sich ein eigenes Studio ein. Zudem erlernte er autodidaktisch die Abmischung seiner Aufnahmen. Als Pseudonym seiner musikalischen Tätigkeit wählte Gómez Negatiiv OG, das er zu Schulzeiten im Computerspiel Call of Duty genutzt hatte. Ende 2016 erschien die EP Trap Made Me über SoundCloud. Im Februar 2017 veröffentlichte er seine mittlerweile gelöschte Debütsingle Lifestyle. Es folgten das Video Was Geld nicht kaufen kann sowie die Single Checkmate. Bereits im Sommer erschien das Tape Been‘ Trappin‘, auf dem Sin Davis und Sevi Rin als Gäste vertreten sind. Kurz vor dem Jahreswechsel erschien Flex Up. Im Frühjahr ließ er die 2 Milligramm EP sowie das Tape Pipe Up folgen.
Im August 2018 veröffentlichte Negatiiv OG Blaues Blut, mit dem er erstmals größere Aufmerksamkeit erhielt. Vor allem die Single Goldrausch fand dabei Beachtung. Innerhalb etwa eines Jahres erreichte das Lied über zwei Millionen Spotify-Streams und 1,2 Millionen Aufrufe auf YouTube, womit es zu seiner erfolgreichsten Veröffentlichung avancierte. Gemeinsam mit Sin Davis, Skeeniboi, SLAX, Benuebermensch und Sevi Rin gründete er im September das Kollektiv Checkmate. Fortan organisierten sie in Braunschweig die Veranstaltungsreihe „Gefangen in 38“. 2019 erschienen das Tape Schlechtes Karma und die EP Tragic. Im Herbst trat er mit Checkmate zunächst auf dem Hype Festival in Oberhausen auf und absolvierte anschließend die „Gefangen in…“-Tournee durch neun Städte.
Anfang 2020 unterschrieb Negatiiv OG zusammen mit Checkmate einen Vertrag bei der Universal Music Group. Mit einem Volumen von 900.000 Euro soll es sich um den höchstdotierten Vertrag für einen Newcomer handeln, den es bislang in Deutschland gegeben habe. Seine geplante Solotournee musste aufgrund der COVID-19-Pandemie verschoben werden.

## Rezeption
Die E-Zine laut.de sieht in Negatiiv OG einen „kleinen deutschen Juicy J“. Während er auf seinem Debüt Trap Made Me „noch mit beschissenem Master P-Cover-Verschnitt über Rapper mit französischen Einflüssen“ gelästert habe, habe er fortan kontinuierlich darauf gesetzt, „Amirap-Sound“  zu machen, den er „so nah am Original wie möglich“ ins Deutsche übertrage. Über die Tapes Been Trappin‘, Flex Up und Pipe Up habe sich der Rapper „eine solide Fan-Gemeinde“ erarbeitet, die „seine Mission“ verstehe. Mit Blaues Blut sei seine Ästhetik sicherer geworden. Zudem habe er „mehr Gunna, mehr Shoreline Mafia, mehr Rich Forever in die Texturen“ seines Sounds aufgenommen. Die US-Webseite Empireextreme.com sieht ihn neben Edo Saiya, Lyran Dasz und Laer Xirtam als „Pionier der traurigen Rap-Welle in Deutschland.“
Anlässlich der Veröffentlichung von Goldrausch setzte sich Szene38 mit dem Musiker auseinander. Negatiiv OG zitiere und zelebriere „den obskuren Lifestyle und angesagten Sound“ des Trap. Er übertrage damit das „Lebensgefühl einer abgehängten, sich oftmals selbst zerstörenden schwarzen Jugend“ ins Deutsche. Bei Goldrausch handele es sich um einen abgründigen „Sex’n’Drugs-Trip tief hinab ins dunkle Herz der Nacht.“ Er erweise sich als „Braunschweigs versautester und provokantester Rapper.“
Ende 2019 kam Negatiiv OG in einer Reportage von Bremen Next über die Modedroge Xanax zu Wort. Die Haltung des Rappers führte zu Kritik. Im Frühjahr 2020 erklärte er dazu, dass das Interview bereits Anfang 2019 entstanden sei und sich mittlerweile sowohl seine Meinung als auch sein persönliches Konsumverhalten zum Medikament verändert haben.

## Diskografie

### Tapes und EPs
| Veröffentlichung | Titel              | Kommentar                                                         | Cover |      |              |    |  |
| ---------------- | ------------------ | ----------------------------------------------------------------- | ----- | ---- | ------------ | -- |  |
| Veröffentlichung | Titel              | Kommentar                                                         | Cover | 2016 | Trap Made Me | EP |  |
| 2017             | Been‘ Trappin‘     |                                                                   |       |      |              |    |  |
| 2017             | Flex Up            |                                                                   |       |      |              |    |  |
| 2018             | 2 Milligramm EP    | EP                                                                |       |      |              |    |  |
| 2018             | Pipe Up            |                                                                   |       |      |              |    |  |
| 2018             | Blaues Blut        |                                                                   |       |      |              |    |  |
| 2019             | Schlechtes Karma   |                                                                   |       |      |              |    |  |
| 2019             | Tragic             | EP                                                                |       |      |              |    |  |
| 2020             | Blaues Blut 2      |                                                                   |       |      |              |    |  |
| 2021             | Reich der Schatten | #7 der deutschen Albumcharts #22 der österreichischen Albumcharts |       |      |              |    |  |

### Singles
| Veröffentlichung | Titel            | Album            | Cover |      |           |   |  |
| ---------------- | ---------------- | ---------------- | ----- | ---- | --------- | - |  |
| Veröffentlichung | Titel            | Album            | Cover | 2017 | Checkmate | – |  |
| 2018             | Iced Out Chains  | –                |       |      |           |   |  |
| 2018             | Narben           | Blaues Blut      |       |      |           |   |  |
| 2019             | Ich bin es Pt. 2 | Schlechtes Karma |       |      |           |   |  |
| 2019             | Styrofoams       | –                |       |      |           |   |  |
| 2019             | Clapped          | –                |       |      |           |   |  |
| 2019             | More             | –                |       |      |           |   |  |
| 2019             | Koffer           | –                |       |      |           |   |  |
| 2020             | Lass sie gehen   | –                |       |      |           |   |  |
| 2020             | Nie verliebt     | –                |       |      |           |   |  |
| 2020             | Bentley Trucks   | –                |       |      |           |   |  |
| 2020             | Hermès           | –                |       |      |           |   |  |
| 2020             | Tiefe            | –                |       |      |           |   |  |